# Sobek
| s | b | k · I3 |

| s | b | k · I3 |

| I4 |

| I4 |

Sobek, Sebek (gr. Σοῦχος Suchos) – w mitologii egipskiej opiekun jezior, wody, patron wojska oraz symbol siły królewskiej. 
Przedstawiany jako człowiek z głową krokodyla, czasem jako krokodyl z głową sokoła, lwa, byka, barana lub szakala bądź jako krokodyl . Na głowie nosił koronę złożoną z dwóch piór, dysku słonecznego i obejmujących go rogów. Był synem bogini Neit. Egipcjanie wierzyli, że im więcej jest w Nilu krokodyli, tym lepsze będą zbiory po wylewie tej rzeki. Łączono go z bogiem słońca Ra, jako jedno z jego wcieleń.
Kojarzonego z żywiołem wodnym Sobka uważano za bóstwo płodności i urodzaju; rzeka Nil, źródło wody i użyźniających osadów rzecznych, miała być stworzona z jego potu. Starożytni Egipcjanie czcili go także jako boga płciowości. Zarazem jednak, wskutek swej groźnej natury zwierzęcej, był również nieprzewidywalnym i wrogim bóstwem, bogiem nagłej śmierci. Miał przy tym posiadać zdolność wspomagania umarłych w zaświatach poprzez przywracanie duszom wzroku.
Miejscami kultu tego bóstwa były m.in. Szedet (znane też jako Al-Fajjum oraz Crocodilopolis), Kom Ombo, Armant, File oraz Abusir.